# Yasutoshi Motoki
Yasutoshi Motoki (jap. 元木康年 Motoki Yasutoshi; ur. 23 grudnia 1969) – japoński zapaśnik w stylu klasycznym. Olimpijczyk z Sydney 2000, gdzie zajął dziewiąte miejsce w kategorii 63 kg.
Dwukrotny uczestnik mistrzostw świata, siedemnasty w 1999. Brąz na igrzyskach Wschodniej Azji i mistrzostwach Azji w 1997 roku.
Jego córka Sakura Motoki, także jest zapaśniczką.